# Farhad Gha’emi
Farhad Gha’emi (pers. فرهاد قائمی; ur. 28 sierpnia 1989 w Gonbad-e Kawus) – irański siatkarz, grający na pozycji przyjmującego.

## Sukcesy klubowe
Mistrzostwo Iranu:
- 2013, 2015, 2017, 2018
- 2014, 2016

Klubowe Mistrzostwa Azji:
- 2013, 2016, 2017
- 2015

## Sukcesy reprezentacyjne
Mistrzostwa Azji Kadetów:
- 2007

Mistrzostwa Świata Kadetów:
- 2007

Mistrzostwa Azji Juniorów:
- 2008

Mistrzostwa Azji:
- 2013, 2019

Igrzyska Azjatyckie:
- 2014, 2018

Puchar Wielkich Mistrzów:
- 2017

## Nagrody indywidualne
- 2009: Najlepszy atakujący Mistrzostw Świata Juniorów
- 2013: Najlepszy serwujący Klubowych Mistrzostw Azji